# Натовп

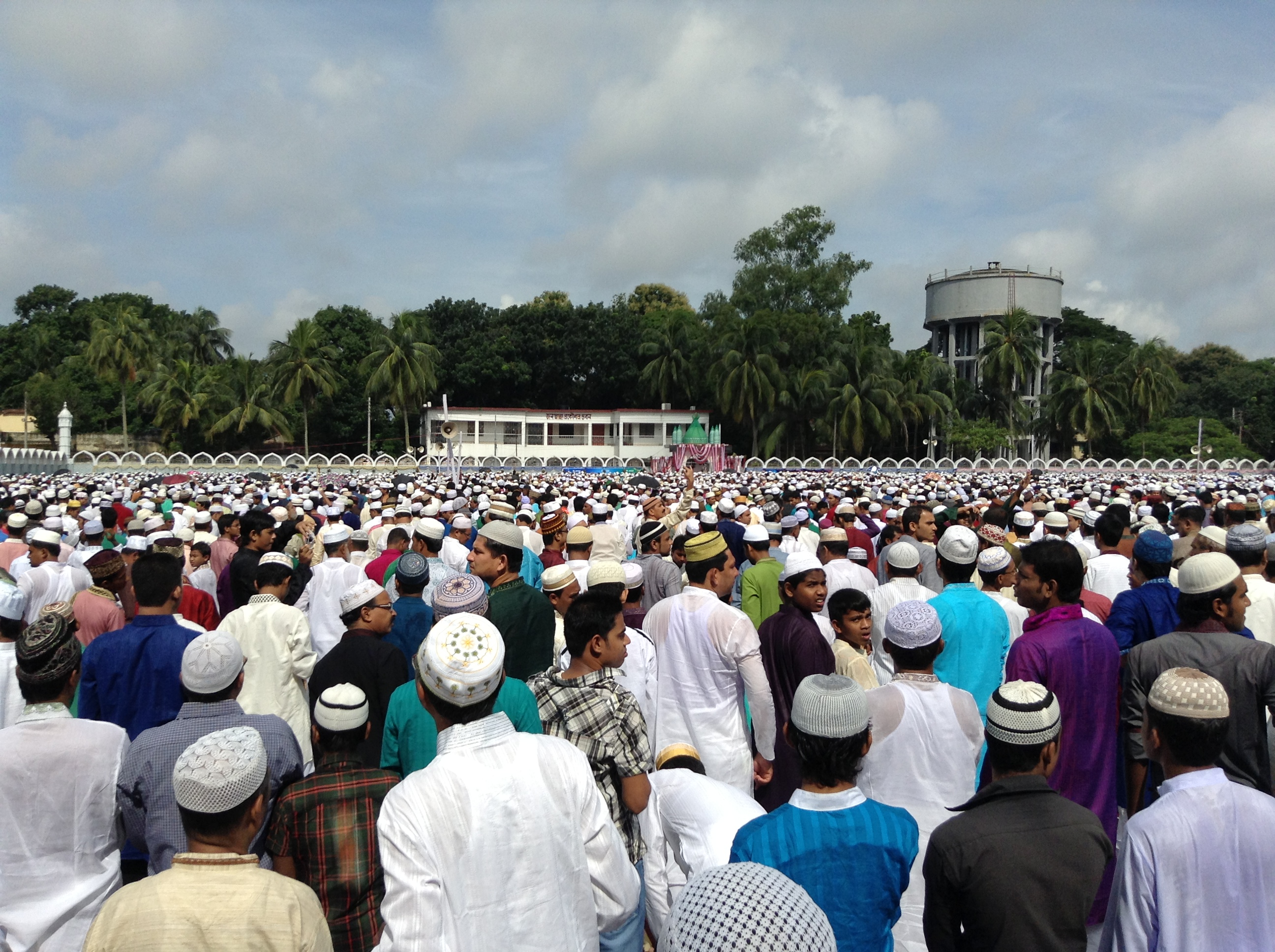
Натовп

На́товп, юрба́, сто́впище — це скупчення неорганізованих людей, стурбованих чинником зовнішньої провокації.
Натовп можна схарактеризувати, як тимчасове об'єднання великої кількості людей, що мають безпосередній контакт між собою та майже подібно реагують на певні стимули.

## Види натовпу
1. Випадковий натовп можна спостерігати на місці дорожньо-транспортної аварії. Він складається із зацікавлених перехожих, які затрималися на деякий час. Такий вид натовпу може зберегтися навіть після від´їзду винуватців аварії. Це пов´язано з процесом «емоційного кружляння» — натовп по колу відтворює одну й ту саму розповідь, додаючи до неї свої емоції та свій погляд на ситуацію.
2. Експресивний натовп — це сукупність людей, що відкрито виражають свої емоції: радість, горе, гнів, заперечення. Одним з варіантів експресивного натовпу є екстатичний натовп, він може виникати під час релігійних обрядів, шалених карнавалів чи концертів музичних кумирів, коли індивіди молитвами, ритуалами або іншими спільними діями доводять себе до стану шаленства.
3. Конвенційний натовп складається з людей, що поєднані спільними інтересами та дотримуються низки правил. Та лише до певного моменту конвенційний натовп діє відповідно правилам. Прикладом цього виду натовпу можна назвати групи вболівальників — «фанатів» футбольних команд, що підтримують своїх кумирів на стадіонах.
4. Дійовий натовп. У соціальній психології вивченню саме цього виду натовпу приділяється особлива увага. Він вважається найбільш значущим у соціально-політичному відношенні. У свою чергу, дієвий натовп поділяють на чотири підвиди: агресивний, панічний, здирницький та бунтівний.
  1. Агресивним натовпом рухає ненависть та гнів. Це маса людей, яким притаманна жага вбивств та руйнувань.
  2. Панічний натовп поєднує людей, що намагаються уникнути небезпеки, реальної або вигаданої.
  3. Люди, що належать до здирницького натовпу, прагнуть до надбання певних матеріальних цінностей — це можуть бути звичайні мародери або ошукані вкладники фінансових пірамід, їх головна особливість — емоційна єдність, але при цьому неминучий конфлікт цінностей, за які бореться натовп, не вистачить на всіх.

## Особливості натовпу
Особливості поведінки маси, її сила, залежить від психологічних якостей та індивідуальності лідерів.
Натовп має схильність до крайнощів, збуджують його лише сильні подразники. Почуття юрби завжди дуже прості та надмірні. Відповідно тому, хто бажає впливати на масу, не потрібна перевірка логічності та послідовності своєї аргументації, йому потрібно перебільшувати та постійно повторювати те ж саме. Від вожака натовп вимагає сили, навіть насилля, доброта ж сприймається, як різновид слабкості. Вождь повинен мати сильну волю та бути фанатично відданим ідеї, яку намагається донести до інших, саме це дає йому можливість впливати на масу. До жахливих наслідків може призвести надання влади людині, що наділена привабливістю у поєднанні з твердими переконаннями та вузькістю розуму. Така людина легко може перетворити натовп із аморфної маси у руйнівну матеріальну силу.
Найефективніший механізм впливу на дієвий натовп — позбавлення його учасників анонімності: визначення облич людей за допомогою відеознімання, активний показ їх у передачах з місця подій, а також на великих екранах, встановлених поблизу місця розташування натовпу; або позначення учасників натовпу за допомогою фарби, яку не можна змити. Ці та подібні заходи помітно знижують активність та агресивність натовпу. Е.Канетті у своїй праці «Маса і влада», так характеризував натовп:
|  | Прагнення до зростання — це перша і головна властивість маси. Вона захоплює кожного, хто перебуває в межах її впливу... природна маса - це відкрита маса: її зростання нічим не обмежено. Будинків, дверей, замків, заборон вона не знає. Все, що зачинене, — підозріле для неї. Відкрита маса існує, поки росте. Її розпад починається, як тільки вона перестає рости. |

Розпад маси. Потреби (ситуаційні та внутрішні), що привели індивідів у масу, раніше чи пізніше реалізуються, натовп стає менш енергійним, маса починає поступово розпадатися. Почуття єдності між окремими людьми, яке здавалося незмінним, зникає, кожен згадує про власні справи та проблеми.
Із натовпу індивід виходить емоційно втомленим, не в змозі напевно пригадати, що з ним сталося, та скільки минуло часу. Ці відчуття аналогічні у людей, що вийшли з будь-якої юрби і не залежать від того, якими саме емоціями була охоплена маса: позитивними чи негативними. Після виходу з маси індивіду потрібен час, аби повернутися до реальності, почати належно сприймати навколишню дійсність.
Розпадається натовп поступово, спершу поділяється на декілька окремих, все ще великих складових, що поступово перетворюються на невеликі за кількістю членів групи, котрі трохи пізніше остаточно розпадуться на окремих індивідів. Взагалі, майже завжди психологічна маса є утворенням тимчасовим.

## Моральність натовпу
Натовп може виявити іноді дуже високу моральність.
Діючи на індивіда в натовпі і викликаючи в нього почуття слави, честі, релігії і патріотизму, легко можна змусити його пожертвувати навіть своїм життям. Історія багата прикладами, подібними до хрестових походів і волонтерів 93-го року. Тільки натовп здатен до прояву найбільшої безкорисливості та найбільшої відданості. Як багато разів натовп героїчно вмирав за яке-небудь вірування, чи слова ідеї, що він сам ледь розумів. Натовп, що влаштовує страйки, робить це не стільки для того, щоб домогтися збільшення свого убогого заробітку, яким він задовольняється, скільки для того, щоб коритися наказу. Особистий інтерес дуже рідко буває могутнім двигуном у натовпі, тоді як в окремого індивіда він займає перше місце. Ніяк не інтерес, звісно, керував натовпом в багатьох війнах, частіше усього недоступних його поняттям, але він йшов на смерть і так само легко приймав її, як легко дають себе убивати ластівки, загіпнотизовані дзеркалом мисливця.
У той же час натовп може виявляти стадний інстинкт, так звану масову істерію.
|  | Коли всі з'їжджають з розуму, залишається лише одне: чекати. Криза мине, і можна буде знову говорити із розумними людьми (Андре Моруа) |

## Цікаві факти
- Одним цікавим фактором масової поведінки, який згадується у багатьох описах дій натовпу, є однаковий вираз обличчя у людей. Це пояснюється тим, що сильне переживання певного емоційно-афективного стану впливає на мускулатуру обличчя та веде до напруження одних і тих самих м'язів у багатьох людей. Обличчя стають схожими, з´являється узагальнене обличчя маси. Завдяки цьому явищу виникає чимало складностей під час спроб ідентифікації учасників масових заворушень.